# Canton de Clisson
Pour les articles homonymes, voir Clisson (homonymie).
Le canton de Clisson est une circonscription électorale française, située dans le département de la Loire-Atlantique (région Pays de la Loire). À la suite du redécoupage cantonal de 2014, les limites territoriales du canton sont remaniées. Le nombre de communes du canton passe de 7 à 12.

## Histoire
- De 1833 à 1848, les cantons de Clisson et de Vallet avaient le même conseiller général. Le nombre de conseillers généraux était limité à 30 par département[2].

## Représentation

### Conseillers d'arrondissement (de 1833 à 1940)
| Période                                  | Période          | Identité                                     | Étiquette  | Qualité |
| ---------------------------------------- | ---------------- | -------------------------------------------- | ---------- | --- |
| 1833                                     | 1833 (démission) | Jean-Baptiste Bureau-Robinière               |            | Médecin, conseiller municipal de Clisson                                                                                            |
| 1833                                     | 1848             | Pierre Gautret-Dabin (1786-1861)             |            | Marchand de drap, propriétaire à Clisson                                                                                            |
|                                          |                  |                                              |            | |
| 1901                                     | 1920 (décès)     | Rogatien Hervouët de La Robrie (1866-1920)   | Royaliste  | Propriétaire à Saint-Lumine-de-Clisson                                                                                              |
|                                          |                  |                                              |            | |
| 14 février 1921                          |                  | René Doré-Graslin de Maisonneuve (1853-1934) | Catholique | Conseiller référendaire à la Cour des comptes, propriétaire de l'Oisellière à Gorges, maire de Saint-Laurent-des-Autels (1903-1934) |
|                                          |                  |                                              |            | |
| 1931                                     | 1940 (décès)     | Maurice Boutin (1876-1940)                   | PSF        | Médecin, conseiller municipal de Clisson                                                                                            |
| 1940                                     |                  |                                              |            | Les conseils d'arrondissement ont été suspendus par la loi du 12 octobre 1940 et n'ont jamais été réactivés                         |
| Les données manquantes sont à compléter. |                  |                                              |            | |

### Conseillers généraux de 1833 à 2015
| Période | Période          | Identité                                             | Étiquette            | Qualité                                                                          |
| ------- | ---------------- | ---------------------------------------------------- | -------------------- | -------------------------------------------------------------------------------- |
| 1833    | 1833 (décès)     | Antoine Fougnot (1772-1833)                          |                      | Médecin, maire de Clisson                                                        |
| 1833    | 1839             | Jean-Baptiste Bureau-Robinière (1800-1872)           |                      | Médecin à l'hospice, maire de Clisson (1834)                                     |
| 1839    | 1845 (décès)     | Charles Guillaume Paimparay (1775-1845)              |                      | Juge de paix, propriétaire, maire de Vallet                                      |
| 1845    | 1848             | Jean-Baptiste Bureau-Robinière                       |                      | Médecin à Clisson                                                                |
| 1848    | 1851             | Pierre Nicolas Quentin Davesne                       |                      | Maire de Gorges                                                                  |
| 1851    | 1880             | Baron Frédéric Lemot,(1810-1883)                     | Républicain          | Maire de Clisson                                                                 |
| 1880    | 1885 (décès)     | Paul Méchinaud (1820-1885)                           | Droite               | Architecte à Clisson                                                             |
| 1885    | 1892             | Charles Pellerin de La Vergne                        | Droite               | Maire de Boussay                                                                 |
| 1892    | 1893 (démission) | Gabriel-Claude Gaudin                                | Droite               | Propriétaire du château de Hallay à La Haie-Fouassière Ancien député (1885-1889) |
| 1893    | 1898 (décès)     | Fernand James Albert Potier de la Morandière         | Conservateur         | Ancien préfet d'Ille-et-Vilaine Maire de Gorges                                  |
| 1898    | 1932 (décès)     | Léon Péquin                                          | Républicain          | Propriétaire à Nantes Maire de Gétigné (1900-1932)                               |
| 1932    | 1940             | Charles Renoul Maujoüan du Gasset                    | Conservateur URD     | Maire de Gorges (1908-1953)                                                      |
|         |                  |                                                      |                      |                                                                                  |
| 1945    | 1992             | Joseph-Henri Maujouan du Gasset (neveu du précédent) | PRL puis RI puis UDF | Viticulteur Maire de Gorges (1953-1994) Député (1967-1993)                       |
| 1992    | 1998             | Mme Marie-Loïc Richard                               | UDF                  | Maire de Gétigné (1989-2008) Présidente de la Communauté de communes de Clisson  |
| 1998    | 2015             | Michel Merlet                                        | PS                   | Professeur de collège retraité Maire de Clisson (1995-2001)                      |

### Conseillers départementaux à partir de 2015
| Période élective | Période élective | Mandat | Mandat   | Identité         | Nuance | Nuance | Qualité                                        |
| ---------------- | ---------------- | ------ | -------- | ---------------- | ------ | ------ | ---------------------------------------------- |
| 2015             | 2021             | 2015   | 2021     | François Guillot |        | LR     | Cadre de société d'assurance, maire de Gétigné |
| 2015             | 2021             | 2015   | 2021     | Nelly Sorin      |        | DVD    | Employée, maire de Vieillevigne                |
| 2021             | 2028             | 2021   | en cours | François Guillot |        | LR     | Conseiller sortant                             |
| 2021             | 2028             | 2021   | en cours | Nelly Sorin      |        | DVD    | Conseillère sortante                           |

### Résultats détaillés

#### Élections de mars 2015
À l'issue du 1er tour des élections départementales de 2015, deux binômes sont en ballottage : François Guillot et Nelly Sorin (Union de la Droite, 41,47 %) et Josette Boussonniere et Philippe Gergaud (DVG, 30,59 %). Le taux de participation est de 52,23 % (14 661 votants sur 28 071 inscrits) contre 50,7 % au niveau départemental et 50,17 % au niveau national.
Au second tour, François Guillot et Nelly Sorin (Union de la Droite) sont élus avec 57,68 % des suffrages exprimés et un taux de participation de 49,37 % (7 351 voix pour 13 859 votants et 28 071 inscrits).

#### Élections de juin 2021
Le premier tour des élections départementales de 2021 est marqué par un très faible taux de participation (33,26 % au niveau national). Dans le canton de Clisson, ce taux de participation est de 31 % (9 413 votants sur 30 363 inscrits) contre 31,09 % au niveau départemental. À l'issue de ce premier tour, deux binômes sont en ballottage : François Guillot et Nelly Sorin (Union à droite, 46,36 %) et Stéphane Enteme et Véronique Neau-Redois (DVG, 35,23 %).
Le second tour des élections est marqué une nouvelle fois par une abstention massive équivalente au premier tour. Les taux de participation sont de 34,36 % au niveau national, 32,4 % dans le département et 30,9 % dans le canton de Clisson. François Guillot et Nelly Sorin (Union à droite) sont élus avec 55,61 % des suffrages exprimés (4 975 voix pour 9 384 votants et 30 369 inscrits),,. 

## Composition

### Composition avant 2015

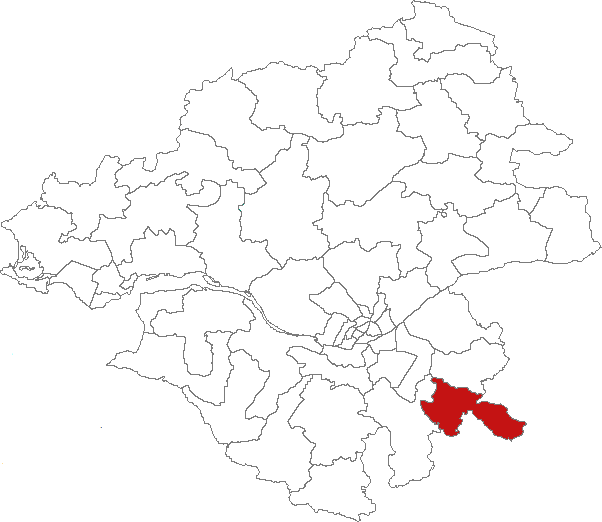
Situation du canton de Clisson dans le département de la Loire-Atlantique avant 2015.

Le canton regroupait sept communes.
| Nom                      | Code Insee | Codepostal | Superficie (km2) | Population (dernière pop. légale) | Densité (hab./km2) |
| ------------------------ | ---------- | ---------- | ---------------- | --------------------------------- | ------------------ |
| Clisson (chef-lieu)      | 44043      | 44190      | 11,30            | 6 633 (2012)                      | 587                |
| Boussay                  | 44022      | 44190      | 26,45            | 2 692 (2012)                      | 102                |
| Gétigné                  | 44063      | 44190      | 23,97            | 3 499 (2012)                      | 146                |
| Gorges                   | 44064      | 44190      | 15,77            | 4 404 (2012)                      | 279                |
| Monnières                | 44100      | 44690      | 9,78             | 1 933 (2012)                      | 198                |
| Saint-Hilaire-de-Clisson | 44165      | 44190      | 18,43            | 2 112 (2012)                      | 115                |
| Saint-Lumine-de-Clisson  | 44173      | 44190      | 18,26            | 2 033 (2012)                      | 111                |

### Composition depuis 2015
Le canton de Clisson comprend douze communes entières.
| Nom                             | Code Insee | Intercommunalité                | Superficie (km2) | Population (dernière pop. légale) | Densité (hab./km2) | Modifier                                    |
| ------------------------------- | ---------- | ------------------------------- | ---------------- | --------------------------------- | ------------------ | ------------------------------------------- |
| Clisson (bureau centralisateur) | 44043      | CA Clisson Sèvre et Maine Agglo | 11,30            | 7 459 (2022)                      | 660                | modifier les données · modifier les données |
| Aigrefeuille-sur-Maine          | 44002      | CA Clisson Sèvre et Maine Agglo | 14,58            | 4 121 (2022)                      | 283                | modifier les données · modifier les données |
| Boussay                         | 44022      | CA Clisson Sèvre et Maine Agglo | 26,45            | 2 814 (2022)                      | 106                | modifier les données · modifier les données |
| Gétigné                         | 44063      | CA Clisson Sèvre et Maine Agglo | 23,97            | 3 794 (2022)                      | 158                | modifier les données · modifier les données |
| Gorges                          | 44064      | CA Clisson Sèvre et Maine Agglo | 15,77            | 5 090 (2022)                      | 323                | modifier les données · modifier les données |
| Maisdon-sur-Sèvre               | 44088      | CA Clisson Sèvre et Maine Agglo | 17,45            | 3 071 (2022)                      | 176                | modifier les données · modifier les données |
| Monnières                       | 44100      | CA Clisson Sèvre et Maine Agglo | 9,78             | 2 341 (2022)                      | 239                | modifier les données · modifier les données |
| La Planche                      | 44127      | CA Clisson Sèvre et Maine Agglo | 24,42            | 2 802 (2022)                      | 115                | modifier les données · modifier les données |
| Remouillé                       | 44142      | CA Clisson Sèvre et Maine Agglo | 21,38            | 1 932 (2022)                      | 90                 | modifier les données · modifier les données |
| Saint-Hilaire-de-Clisson        | 44165      | CA Clisson Sèvre et Maine Agglo | 18,43            | 2 405 (2022)                      | 130                | modifier les données · modifier les données |
| Saint-Lumine-de-Clisson         | 44173      | CA Clisson Sèvre et Maine Agglo | 18,26            | 2 118 (2022)                      | 116                | modifier les données · modifier les données |
| Vieillevigne                    | 44216      | CA Clisson Sèvre et Maine Agglo | 51,76            | 4 110 (2022)                      | 79                 | modifier les données · modifier les données |
| Canton de Clisson               | 4407       |                                 | 253,55           | 42 057 (2022)                     | 166                | modifier les données                        |

## Démographie

### Démographie avant 2015
| 1962   | 1968   | 1975   | 1982   | 1990   | 1999   | 2006   | 2011   | 2012   |
| ------ | ------ | ------ | ------ | ------ | ------ | ------ | ------ | ------ |
| 12 160 | 12 938 | 13 859 | 15 845 | 17 294 | 18 389 | 21 085 | 23 103 | 23 306 |

### Démographie depuis 2015
En 2022, le canton comptait 42 057 habitants, en évolution de +6,4 % par rapport à 2016 (Loire-Atlantique : +6,68 %, France hors Mayotte : +2,11 %).
| 2013   | 2018   | 2022   |
| ------ | ------ | ------ |
| 38 069 | 40 662 | 42 057 |